# Почечная колика
По́чечная ко́лика — наиболее частый синдром, встречающийся в клинике заболеваний мочевыводящих путей. Данный острый болевой синдром (колика) возникает при повреждении конкрементом (выходящим камнем) поверхностей мочеточника и остром нарушении оттока мочи вследствие нарушения проходимости верхних мочевых путей конкрементом (уролиты), сгустком крови, слизи или гноя, конгломератом мочевых солей, казеозными массами, отторгнувшимися некротизированными тканями, в результате сужения мочеточника при выходе из лоханки или перегиба мочеточника или спазма почечной лоханки, мочеточника. Почечная колика встречается при функциональных расстройствах верхних мочевых путей, нарушении кровообращения в почке и мочеточнике, на фоне терапии глюкокортикоидами, при аллергических и других заболеваниях. Почечная колика возникает внезапно на фоне общего благополучия, без видимых причин, днём или ночью, в состоянии покоя или при движении.

## Этиология
Наиболее частая причина возникновения почечной колики — уролитиаз и мочекаменные диатезы. При локализации конкремента в почке колика наблюдается у 50 % пациентов, в мочеточнике — у 95—98 %.

## Патогенез
Острое затруднение оттока мочи из верхних мочевых путей ведёт к переполнению чашечно-лоханочной системы мочой выше места окклюзии, повышению давления в почечных лоханках и нарушению кровообращения в почке. Таким образом, почечная колика — не простой болевой синдром, а серьёзное нарушение многих функций почки и травмирование поверхности мочеточника, которые могут вести к тяжёлым осложнениям, представляющим опасность для жизни пациента (острый гнойный пиелонефрит, бактериемический шок, околопочечная флегмона).

## Клиническая картина
Возникает внезапно. У мужчин — а это до 70 % пациентов, вследствие узости мочеточника, — боль возникает часто прямо при выходе камня из лоханки почки, то есть под нижними рёбрами на 10 см выше уровня локтя. Боль носит резкий и не всегда приступообразный характер с периодами обострения и затишья. Продолжительность приступа составляет от нескольких минут до суток и более, а при застревании конкремента — и до недели. Боль настолько интенсивна и резка, что пациент мечется и, не находя себе места, принимает самые разнообразные вынужденные положения для успокоения боли. Чаще он старается согнуться, кладя руку на поясничную область, в которой ощущает нестерпимую боль. Характерна локализация болей по ходу мочеточника с иррадиацией в подвздошную, паховую и надлобковую области, внутренние поверхности бёдер и наружные половые органы. Нередко колика сопровождается учащением мочеиспусканий или болями в мочеиспускательном канале. После прекращения приступа у пациентов сохраняется тупая боль в поясничной области, но они чувствуют себя лучше и возвращаются к привычному образу жизни.
При этом, перед началом колики и даже за несколько часов до неё в моче появляется взвесь, а в ходе острого приступа моча окрашивается в красный или грязно-чёрный цвета в соответствии с примесями крови и песка. При опускании боли вниз к тазовой области боль как правило слабеет (у женщин может временно усилиться ниже поясницы), временно усиливаясь при первом и втором повороте мочеточника книзу. А перед выходом камня с мочой могут также возникнуть недолгие боль и резь.
Колики, вызванные большими коралловыми камнями и конкрементами в мочевом пузыре, как правило, не так резки и весьма скоротечны.

## Лечение
Почечная колика требует экстренной медицинской помощи и срочной госпитализации пациента. Лечение в домашних условиях следует ограничить принятием обезболивающих средств и в целом противопоказано, так как бесконтрольное применение обезболивающих препаратов не предотвращает возможности развития острого хирургического заболевания брюшной полости.
Следует отметить важность процедуры нагревания грелкой места острой боли при определенной и доказанной почечной колике. Несомненно то, что нагревание приводит к уменьшению боли вследствие расширения мочеточника и опускания конкремента обычно под давлением жидкости из почки, что часто предотвращает даже возможное хирургическое вмешательство. Грелку, в особенности электрическую, следует ставить сбоку, избегая прогревания позвоночника, а не снизу или даже между ног, что неверно.
При обструкции мочеточника необходимо восстановление оттока мочи. Малоинвазивной процедурой является контактная уретеролитотрипсия — введение зонда через уретру и мочевой пузырь в мочеточник, разбиение камня и удаление осколков инструментом. Метод применяется для удаления камней больше 5 мм размерами, расположенных в мочеточнике, в том числе если в мочеточнике находится цепочка камней («каменная дорожка»)